# Transparenz (Signalverarbeitung)
Transparenz, auch Durchhörbarkeit, bezeichnet in der Signalverarbeitung die Eigenschaften eines Verfahrens, das die Nichtunterscheidbarkeit des bearbeiteten Signals vom Original gewährleistet.

## Elektroakustik
In Bezug auf Verfahren der Audiodatenkompression ist Transparenz die Bezeichnung für ein Qualitätsmerkmal, welches aussagt, dass bei dem Verfahren selbst (d. h. unabhängig von der verwendeten Ausstattung) die Qualität des Audiosignals nicht in einer vom menschlichen Gehör wahrnehmbaren Weise beeinflusst wird.
Während verlustfreie Systeme durch eine messtechnisch exakte, bitgenaue Reproduktion des ursprünglichen Signals definiert sind, bezieht sich die Transparenz eines Codecs also lediglich auf die mehrheitliche akustische Wahrnehmung durch den Menschen. Die Signalanteile, die entsprechend dem zugrundegelegten psychoakustischen Modell vom menschlichen Gehör nicht wahrgenommen werden können, können zur Einsparung von Daten herausgefiltert werden, ohne dass sich dies hörbar auf die Klangqualität auswirkt.
Transparenz basiert somit rein auf der subjektiven Wahrnehmung und hängt von sehr vielen Faktoren (Erfahrung des Hörers, Zustand des Gehörs, Qualität der verwendeten Wiedergabeeinrichtung, Art des Musikstückes, Umgebungsbedingungen etc.) ab, wodurch eine exakte Definition, ab wann ein Codec als transparent bezeichnet werden kann, schwierig ist.
Die Transparenzschwelle kann somit nur durch empirische Forschung - z. B. mittels eines ABX-Tests ermittelt werden. Ist nach mehreren Durchgängen mit einer Vielzahl unterschiedlicher Musikstücke keine der Versuchspersonen mehr in der Lage, das komprimierte Signal zuverlässig vom Original zu unterscheiden, gilt der Codec als transparent.